# Apostolepis serrana
Apostolepis serrana é uma espécie de serpente pertencente ao gênero Apostolepis. É endêmica ao Brasil, sendo encontrada no estado de Mato Grosso.